# Ovens (rzeka)
Ovens – rzeka  w Australii w stanie Wiktoria. Początkiem rzeki są naturalne źródła w parku narodowym Alpine. Uchodzi do rzeki Murray w okolicy miejscowości Bundalong.
Miejscowości położone nad rzeką Ovens:
- Harrietville
- Bright
- Ovens
- Myrtleford
- Wangaratta
- Peechelba
- Bundalong